# Бельмонте Гарсия, Мирея
Мирея Бельмонте Гарсиа (исп. Mireia Belmonte García; род. 10 ноября 1990, Бадалона) — испанская пловчиха, олимпийская чемпионка 2016 года, чемпионка мира и 7-кратная чемпионка мира на короткой воде, многократная чемпионка Европы, рекордсменка мира. Специализируется в плавании вольным стилем, баттерфляем и комплексным плаванием на средних дистанции (200 и 400 метров). Лучшая спортсменка года в Испании 2013 года.
Действующая рекордсменка мира в 25-метровых бассейнах на дистанциях 200 метров баттерфляем (с 3 декабря 2014 года) и 400 метров комплексным плаванием (с 12 августа 2017 года). Также владела мировыми рекордами в 25-метровых бассейнах на дистанциях 400, 800 и 1500 метров вольным стилем (на дистанциях 400 и 800 метров владеет рекордами Европы).
Плаванием занимается с раннего детства, первые успехи были достигнуты в 11-летнем возрасте, в 12 лет являлась лучшей испанской пловчихой среди сверстников, в 15 лет — двукратная чемпионка мира среди юниоров, в 2007 году принимает участие в первом взрослом чемпионате мира на длинной воде, отбирается в финал, однако медалей не выигрывает. В 2008 году выигрывает серебряную и бронзовую награды на чемпионате мира в короткой воде. В 2010 году выигрывает 2 золотые медали на чемпионате мира в короткой воде, одну из наград с мировым рекордом.
Знаменосец сборной Испании (вместе с Саулем Кравиотто) на церемонии открытия летних Олимпийских играх 2020 года.

## Результаты Бельмонте на Олимпийских играх
Зелёным выделены участия в финальных заплывах
| Дистанция                        | 2008 | 2012 | 2016 | 2020 |
| -------------------------------- | ---- | ---- | ---- | ---- |
| 400 метров вольным стилем        | —    | 13   | 15   | —    |
| 800 метров вольным стилем        | —    | 2    | 4    | 14   |
| 1500 метров вольным стилем       | н/д  | н/д  | н/д  | 15   |
| 200 метров брассом               | 24   | —    | —    | —    |
| 200 метров баттерфляем           | —    | 2    | 1    | —    |
| 200 метров комплексным плаванием | 14   | 10   | 16   | —    |
| 400 метров комплексным плаванием | 14   | 8    | 3    | 4    |
| Комбинированная эстафета 4×100 м | 15   | —    | —    | 16   |
| Эстафета 4×200 м вольным стилем  | —    | 10   | —    | —    |